# Totleben (Adelsgeschlecht)

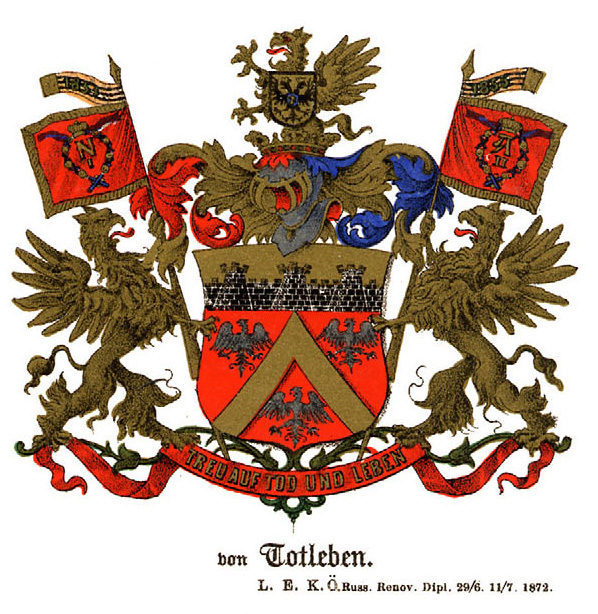
Familienwappen der Grafen Totleben

Totleben (auch Todtleben oder Todleben) ist der Familienname eines gräflichen deutsch-baltischen Adelsgeschlechts.

## Geschichte
Das Geschlecht der Totlebens stammte aus Gera. Adam Heinrich Totleben (1714–1773) zog von dort nach Insterburg. Dessen Sohn Theodor Friedrich Totleben übersiedelte nach Zabeln in das Herzogtum Kurland und Semgallen, er war Kaufmann in Mitau und später in Riga. Er gilt als Stammvater der baltischen Linie.
Aus dieser Linie, die 1945 mit Generalmajor Nikolai Totleben (1874–1945) ausstarb, erwarb der nachmalige General Eduard Totleben (1818–1884) den russischen Dienstadel und wurde am 5. Oktober 1879 in den russischen Grafenstand erhoben. Graf Totleben erhielt als Ehrenmitglied das Indigenat in Livland, Estland, Ösel und Kurland und wurde in deren Adelsmatrikeln der Ritterschaften aufgenommen.

## Wappen
Wappenschild: in rot unter goldenem Schildhaupt, darin eine schwarze Festungsmauer mit drei gezinnten Türmen, ein erhöhter goldener Sparren begleitet von drei silbernen Adlern. Helmzier aus der Krone wachsend ein goldener Greif, bedeckt mit einem goldenen schwarz bordierten Schild mit dem russischen Reichsadler. Helmdecken: rot–Gold und blau–Gold. Schildhalter: zwei goldene Greife je eine rot, Gold bordierte Standarte haltend, rechts mit den Monogrammen der Zaren Nikolaus I. umrahmt von der Kette des St. Andreasordens, darüber ein Georgsband mit der Jahreszahl 1854; links dasselbe nur Alexander II. und 1855. Spruchband mit dem Wahlspruch: „TREU AUF TOD UND LEBEN“.
Das nochmal vermehrte Wappen wurde 1882 an Eduard Graf Totleben verliehen.